# Martinus Rørbye
Martinus Christian Wesseltoft Rørbye (Drammen, 17 maggio 1803 – Copenaghen, 29 agosto 1848) è stato un pittore danese.
Compì vari viaggi in Grecia, Francia e Italia; da qui trasse le sue migliori opere che poté mostrare al grande pubblico nel corso del suo insegnamento all'Accademia (1843-1848).
Intorno alla metà degli anni Venti, Rørbye si trovò in un momento di transizione, che incise su diversi aspetti della sua vita. A livello personale stava infatti per lasciare la casa d'infanzia, dalla quale dipinse una vista dalla finestra del salotto, carica di elementi simbolici.
A livello professionale, iniziò a integrare gli studi accademici con gli insegnamenti del pittore idealista Christoffer Wilhelm Eckersberg, che provocarono un cambiamento nella vita intellettuale che a sua volta diede origine a una maggiore enfasi nella dicotomia tra il vero e l'ideale, tra i desideri familiari e quelli lontani, riflessi poi nella sua pittura.

## Altri progetti

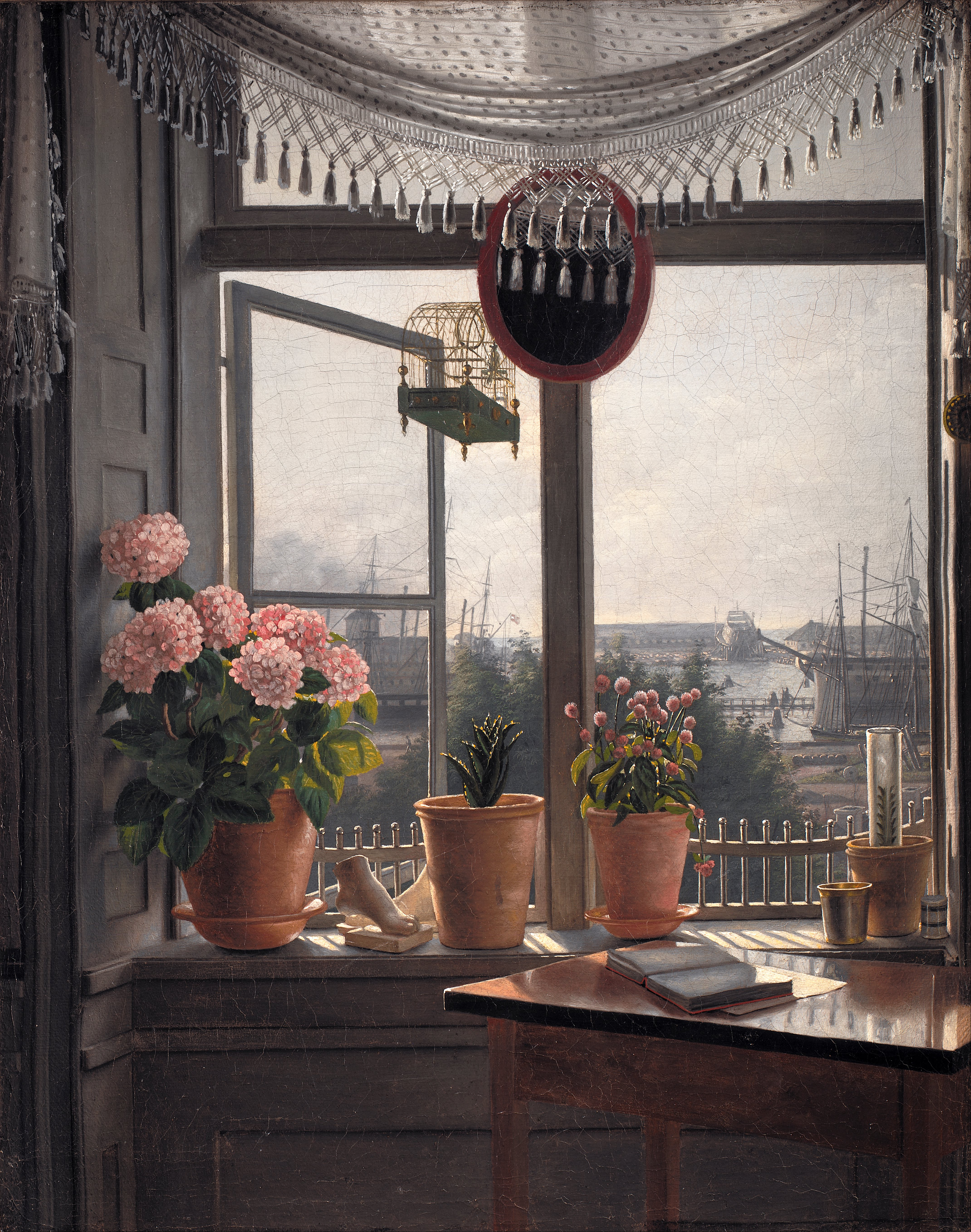
Veduta dalla finestra dell'artista (1825 ca.)